# Cantó de Nogarò
Nogarò és un cantó del departament francès el Gers amb les següents comunes:
- Arblada de'n Haut
- Betós
- Borrolhan
- Caupena d'Armanhac
- Cravencèra
- Espans
- Lo Hogar
- Lana Sobiran
- Laur Jusan
- Lo Vedat
- Lupèr e Viòlas
- Manhan
- Mansiet
- Montguilhèm
- Montlasun d'Armanhac
- Mormèrs
- Nogarò
- Persheda
- Senta Crestia d'Armanhac
- Sengrièda
- Sent Martin d'Armanhac
- Salas d'Armanhac
- Sion
- Sorbets
- Tojosa
- Urgòssa

## Història
| Data d'elecció                           | Identitat         | Partit                    | Qualitat |
| ---------------------------------------- | ----------------- | ------------------------- | -------- |
| 1976-1994                                | Jean Dupuy        | PS                        |          |
| 1994-                                    | Jean-Pierre Pujol | Divers gauche, després PS |          |
| les dades anteriors no són pas conegudes |                   |                           |          |
|                                          |                   |                           |          |

## Demografia
| 1962  | 1968  | 1975  | 1982  | 1990  | 1999  | 2006  |
| ----- | ----- | ----- | ----- | ----- | ----- | ----- |
| 8.400 | 9.195 | 8.580 | 8.228 | 8.102 | 7.809 | 8.076 |